# おおかみ座デルタ星
おおかみ座δ星は、おおかみ座の恒星で3等星。
おおかみ座GG星とは、見かけの二重星である。

## 特徴
この星は青白色の準巨星であり、水素の核融合を止めたか止めるところである。最後は超新星になると推測される。
『Upper Centaurus-Lupus』のメンバーとされるが、グループの平均距離460光年を大きく超えている。